# Lesa
Lesa (Lesa in piemontese e in lombardo) è un comune italiano di 2 170 abitanti della provincia di Novara, affacciato sulla sponda piemontese del Lago Maggiore. È il più settentrionale dei comuni della provincia che sorgono in riva al lago.
Con Belgirate e Meina costituisce l'Unione di comuni del Vergante.

## Geografia
Fanno parte del territorio comunale le frazioni di Solcio situata in riva al lago, tra Meina e Lesa e le frazioni collinari, Calogna e Comnago, sui colli circostanti. Queste ultime, già comuni autonomi, furono aggregate a Lesa nel 1928, a sua volta unito, fino al 31 dicembre 1947 alla vicina Belgirate a formare un'unica realtà amministrativa denominata Comune di Lesa Belgirate.
Nel 1948 Lesa e Belgirate recuperarono la propria autonomia comunale, mentre Calogna e Comnago rimasero frazioni di Lesa.

## Storia
Sia i reperti archeologici rinvenuti nel XIX secolo, oggi scomparsi o dispersi, che i toponimi di chiara origine celtica e romana fanno pensare ad un'origine molto antica di tutti i tre centri abitati collocati dove la collina incontra la piana: Lesa e Solcio alle estremità settentrionale e meridionale della piana del torrente Erno e Villa nel punto dove il torrente esce dalle colline.

Le due frazioni collinari, Comnago e Calogna, all'estremità meridionale della Motta Rossa e sul suo versante orientale, sopra Belgirate, hanno probabilmente la stessa origine celtica e poi romana, come indicano alcune incisioni rupestri.
Nella ripartizione di Augusto il territorio faceva parte della Regio XI Transpadana.

Da Lesa, in epoca romana, passava la via Severiana Augusta, strada romana consolare che congiungeva Mediolanum (la moderna Milano) al Verbannus Lacus (il Lago Verbano, ovvero il Lago Maggiore) e da qui al passo del Sempione (in latino Summo Plano).
Caduto l'Impero romano il territorio appartiene al Regno longobardo, poi al Regno d'Italia dell'Impero carolingio.  Infine alla ripartizione feudale.
Nel X secolo il territorio di Lesa è parte della Marca d'Ivrea.
La più antica citazione di Lesa compare in un documento del 998. Pochi anni dopo, nel 1014, l'imperatore Enrico II dona il borgo di Lesa alle religiose del monastero di San Felice di Pavia.
Dal 1199 Lexia è il centro amministrativo del Vergante sotto gli arcivescovi di Milano e in seguito dei Borromeo, sede del Castellano del Vergante e poi di un Podestà fino all'inizio del secolo scorso, pur avendo perso già dalla fine del medioevo gran parte della sua importanza economica e politica.
Nel 1389, assieme al comune di Meina, Lesa sottoscrive gli Statuti del Vergante approvati dall'Arcivescovo Antonio da Saluzzo.
Alla metà del XV secolo Filippo Maria Visconti concede la proprietà di Lesa e del Vergante a Vitaliano I Borromeo.
Lesa segue quindi la storia dei Borromeo conti di Arona.
Filippo Borromeo, nel 1455, dispone una revisione degli Statuti del Vergante.
Nel 1748, con il trattato di Aquisgrana che pone fine alla guerra di successione austriaca, Carlo Emanuele III di Savoia ottiene l'alto novarese che entra così nel 
Regno di Sardegna.
Alla fine del XVIII secolo la Comunità del Vergante si dissolve sotto l'incalzare delle armate napoleoniche e del nuovo ordine europeo. 

Dal 1805 Lesa è nel Dipartimento dell'Agogna, parte del Regno d'Italia napoleonico.
Alla caduta di Napoleone, come tutto il Vergante, nel 1815 Lesa torna al Regno di Sardegna e quindi, nel 1861, del Regno d'Italia.
Fino al 1923 Lesa era a capo dell'omonimo Mandamento, avendo quindi una buona importanza a livello amministrativo; il Mandamento comprendeva Lesa con la frazione di Solcio, Belgirate, Brovello, Calogna, Carpugnino, Comnago, Gignese con Vezzo e Nocco, Graglia Piana, Massino Visconti, Nebbiuno con Fosseno, Corciago e Tapigliano, Pisano, Stresa con Brisino, Vedasco, Vignolo, Magognino, Stropino, Sovazza (oggi frazione di Armeno, all'epoca incluso nel Mandamento di Orta San Giulio).
Attestate sin dal Medioevo nella zona sono le nobili famiglie milanesi dei Sessa di Daverio e dei Visconti di Massino, questi ultimi presenti anche in età moderna e ancor oggi proprietari di un antico palazzo nel centro di Lesa.

### Simboli
Lo stemma e il gonfalone sono stati concessi con regio decreto del 20 ottobre 1932.
Il gonfalone è un drappo partito di rosso e di azzurro.

## Monumenti e luoghi d'interesse

### Itinerari Turistici e Cultura
Dal 1º Luglio 2023 è disponibile "Sentire e Sentieri", degli interessanti ed innovativi itinerari gratuiti e aperti a tutti con guide audio posizionati nei punti di interesse ed utilizzabili direttamente dai telefoni portatili. I QRcode sono reperibili su targhe e totem disseminati nel territorio. I punti con i QRcode possono essere trovati ed utilizzati liberamente tramite una mappa di Google.

### Architetture religiose
A Solcio  interessante è la sua parrocchiale Chiesa di San Rocco fatta costruire in forme neoclassiche dal filantropo locale Felice Borroni nella prima metà del XIX secolo su progetto dell'intrese Bartolomeo Franzosini (1768 - 1853), con affreschi nei pennacchi della cupola (i Quattro Evangelisti) di Gerolamo Induno.

### Architetture civili
A Lesa:
- Villa Stampa. Alessandro Manzoni soggiornò a lungo nella villa della seconda moglie Teresa Borri, vedova Stampa, situata sul lungolago. Durante questi soggiorni frequentò il beato e filosofo Antonio Rosmini che dimorava a Stresa.

A Solcio di Lesa:
- Villa Correnti-Campari, con grande parco e approdo privato. Fu fatta costruire alla fine del XIX secolo dal patriota risorgimentale e senatore Cesare Correnti[7].
- Villa Cavallini. Al suo interno, tra le varie decorazioni è un affresco di Luigi Morgari (1924) rappresentante Fanciulle danzanti in una scena di paesaggio di questa stessa località.
- Castello Florio. Con grande parco, fu costruito agli inizi del XIX secolo dall'ingegner Viotti che intendeva riprodurre le strutture dei castelli medievali. In seguito divenne possesso della famiglia Florio. Il complesso si trova tra la statale del Sempione e la costa del lago.

## Cultura

### Istruzione
A Lesa sono presenti tutti gli ordini di scuole dell'obbligo e scuola dell'infanzia aggregate all'Istituto comprensivo del Vergante. 
Nel parco di Villa Cavallini si trova inoltre una sezione dell'IIS Giuseppe Bonfantini con il corso di  "Servizi per l'agricoltura e lo sviluppo rurale".

#### Biblioteche
La biblioteca comunale è intitolata a Giulio Carcano e fa parte del sistema bibliotecario del Medio Novarese.

#### Musei
Nella dépendance di Villa Stampa è allestita una Sala Manzoniana con esposizione di edizioni delle opere del Manzoni, oggetti appartenuti allo scrittore e la ricostruzione dello studio di Giulio Carcano che ha soggiornato a Lesa per diversi anni.

### Musica
Dal 1867 è attivo nella cittadina il Corpo Bandistico di Lesa che dal 1993 ha assunto la denominazione di "Volpina”, recuperando il nome di una delle due bande esistenti prima del 1867.

## Società

### Evoluzione demografica
Abitanti censiti

### Lingue e dialetti
Pur trovandosi Lesa in territorio piemontese, il locale dialetto è di tipo insubre (lombardo occidentale).

## Amministrazione
Di seguito è presentata una tabella relativa alle amministrazioni che si sono succedute in questo comune.
| Periodo        | Periodo        | Primo cittadino         | Partito                                             | Carica                  | Note  |
| -------------- | -------------- | ----------------------- | --------------------------------------------------- | ----------------------- | ----- |
| 2 luglio 1985  | 4 giugno 1990  | Giuseppe Marenzi        | Partito Liberale Italiano                           | Sindaco                 | [ 9 ] |
| 4 giugno 1990  | 24 aprile 1995 | Giovanni Lucini         | lista civica di sinistra                            | Sindaco                 | [ 9 ] |
| 24 aprile 1995 | 14 giugno 1999 | Giovanni Lucini         | lista civica di sinistra                            | Sindaco                 | [ 9 ] |
| 14 giugno 1999 | 14 giugno 2004 | Letizia Romerio Bonazzi | centro-sinistra                                     | Sindaco                 | [ 9 ] |
| 14 giugno 2004 | 8 giugno 2009  | Roberto Grignoli        | lista civica di centro-destra                       | Sindaco                 | [ 9 ] |
| 8 giugno 2009  | 25 maggio 2014 | Roberto Grignoli        | lista civica di centro-destra                       | Sindaco                 | [ 9 ] |
| 26 maggio 2014 | 27 maggio 2019 | Roberto Grignoli        | lista civica di centro-destra Per Lesa              | Sindaco                 | [ 9 ] |
| 27 maggio 2019 | 25 maggio 2021 | Aloma Rezzaro           | lista civica di centro-destra Lista civica per Lesa | Sindaco                 |       |
| 28 maggio 2021 | 4 ottobre 2021 | Antonio Moscatello      | -                                                   | Commissario prefettizio |       |
| 4 ottobre 2021 | in carica      | Angelo Luca Bona        | lista civica di centro-destra Lista civica per Lesa | Sindaco                 |       |